# To the end (canción de My Chemical Romance)
«To the end» (en español: «Hasta el final») es la tercera canción del disco Three cheers for sweet revenge del grupo estadounidense de rock My Chemical Romance.
La letra trata sobre una persona, que le pregunta a su pareja si está dispuesta a modificar su vida para casarse, llegando hasta el fin de sus vidas con esa relación. La canción está inspirada en la historia Una rosa para Emily de William Faulkner.
La canción incluye un solo de guitarra notablemente inspirado en la melodía de Toccata y Fuga en D menor de Johan Sebastian Bach.